# Марио Матаја
Марио Матаја (Бања Лука, 15. јануар 1967) бивши је југословенски фудбалер. 

## Каријера
Марио Матаја је рођен 15. јануара 1967. године у Бањој Луци. Поникао је у млађим категоријама фудбалског клуба Борац из Бања Луке. Играо је на позицији одбрамбеног играча. Године 1985. дебитовао је за први тим Борца. Највећи успех са Борцем је остварио када су освојили Куп Маршала Тита 1988. године. Победили су у финалу купа са 1:0 Црвену звезду на стадиону ЈНА, а Матаја је одиграо целу утакмицу. Са Борцем је освојио турнир Митропа куп 1992. године у италијанском граду Фођа.
У каријери је још наступао за хрватске клубове Ријеку, Оријент, Хрватски драговољац и Младост 127.

## Трофеји
- Борац Бања Лука
  - Куп Југославије: 1988.
  - Митропа куп: 1992.